# Waterwolf

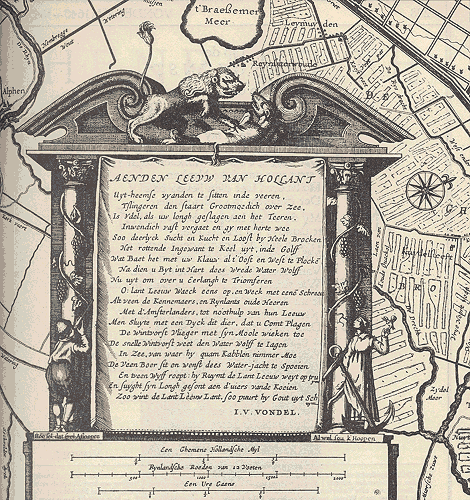
Ausschnitt aus einer Karte des Haarlemmermeer (1641). Oben sieht man den Niederländischen Löwen, der mit dem Waterwolf kämpft. Der See wurde zwischen 1849 und 1852 trockengelegt (eingepoldert). Damit endete die Gefahr des Waterwolfs.

Der Waterwolf (niederländisch für: Wasserwolf) ist in den Niederlanden eine Allegorie für das Meer und die großen Seen, die das Land auffressen. Mit Waterwolf waren auch bestimmte Seen gemeint wie das Haarlemmermeer oder der Fluss Lauwers.
In früheren Zeiten nutzte man den Waterwolf als Kinderschreck, damit Kinder nicht beim Wasser spielen. Es gibt eine Reihe von Kinderbüchern, die das Wasser und Überschwemmungen zum Thema haben. Ein Beispiel ist André Nuyens' Buch De Waterwolf über die Allerheiligenvloed des Jahres 1675.
Einige Schwimmvereine und andere Organisationen, die mit Wasser zu tun haben, haben sich nach dem Waterwolf benannt. Es gibt auch Schiffe dieses Namens. Außerdem bezeichnet man manchmal so auch den Hecht, einen Raubfisch.

## Belege
1. ↑  DBNL Joost van den Vondel
2. ↑  DBNL, Jos. Schrijnen
3. ↑  DBNL Jacob Campo Weyerman